# Beulah Bryant

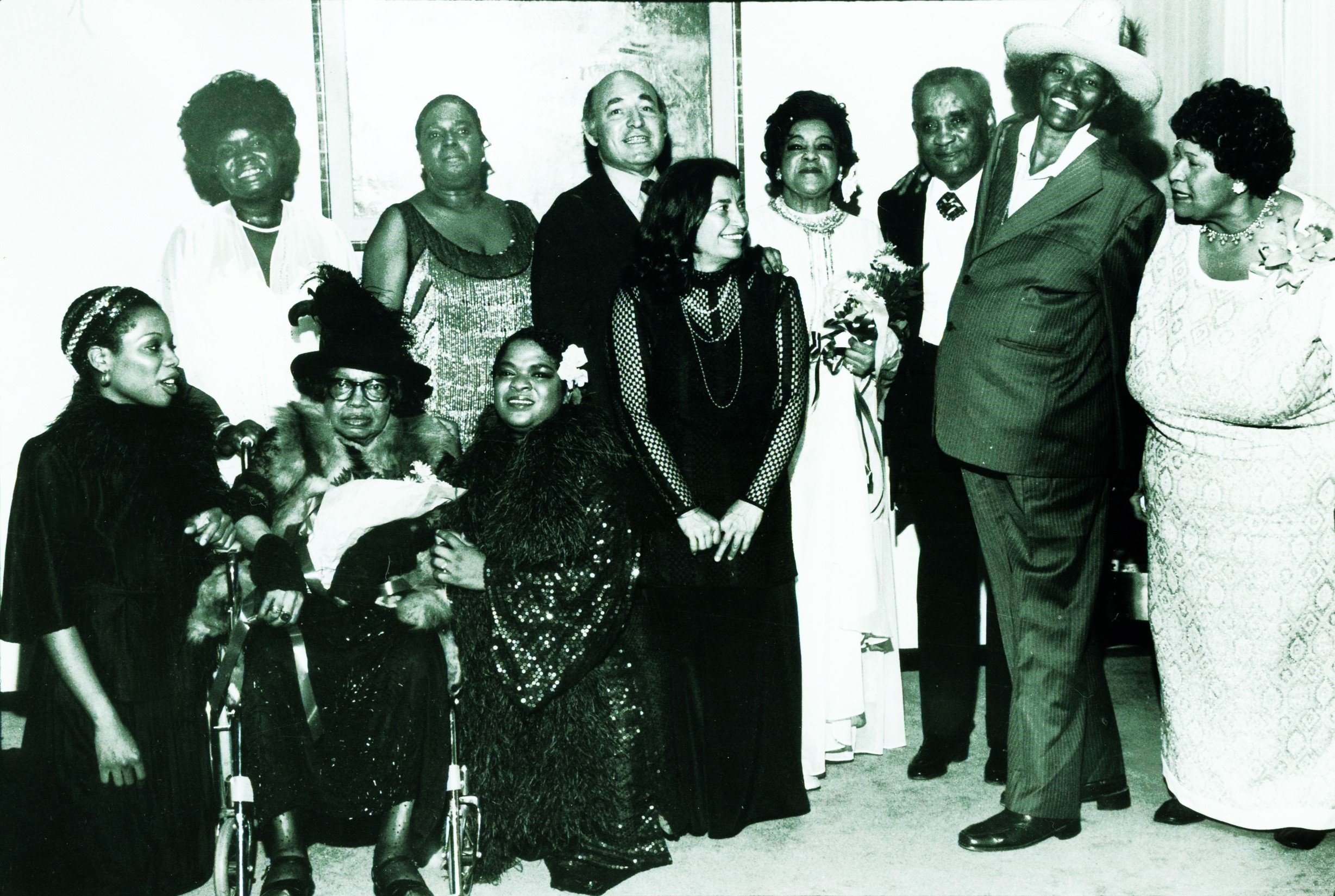
Beulah Bryant z uczestnikami koncertu „Blues jest kobietą” na Newport Jazz Festival 1980 – od lewej stoją: Koko Taylor, Carmen McRae, George Wein, Rosetta Reitz, Adelaide Hall, Little Brother Montgomery, Big Mama Thornton i Beulah Bryant – od lewej klęczą i siedzą: Sharon Freeman, Sippie Wallace i Nell Carter

Beulah Bryant, właśc. Blooma Walton (ur. 20 lutego 1918 w Dayton, zm. 29 stycznia 1988 w Nowym Jorku) – afroamerykańska wokalistka bluesowa i rhythmandbluesowa.

## Życiorys
Już w dzieciństwie śpiewała w lokalnych chórkach kościelnych. Jako nastolatka przeniosła się w 1936 z rodzinnej Alabamy do Kalifornii.
Dziesięć lat później rozpoczęła karierę zawodowej śpiewaczki po zwycięstwie w konkursie dla wykonawców amatorów, zorganizowanym przez program radiowy, nadawany w sieci rozgłośni. Założyła wówczas trio, z którym regularnie pracowała w Kalifornii. W połowie lat 40. przeprowadziła się do Nowego Jorku. W 1950 znalazła się w grupie wykonawców zakontraktowanych dla wytwórni płytowej MGM przez producenta Joego Davisa. W czerwcu tegoż roku tygodnik „Billboard” poinformował, że firma MGM podpisała umowę z bluesowym drozdem z Zachodniego Wybrzeża – Beulą Bryant. Wokalistka następnie dokonała szeregu bardzo udanych nagrań, w których towarzyszyła jej grupa cenionych muzyków, takich jak trębacz Taft Jordan, puzonista Will Bradley, saksofonista Sam Taylor, perkusista Panama Francis oraz kontrabasista Milt Hinton.
Jej wokalistyka była bliska tradycji blues shouterów. Dysponowała mocnym głosem o niskiej barwie i doskonałym poczuciu rytmu. Sama była obdarzona potężną posturą i nierzadko była nazywana Big Beulą Bryant. W swoim repertuarze miała wiele utworów autorstwa Irene Higginbotham, kompozytorki, autorki tekstów i pianistki, bratanicy słynnego puzonisty J.C. Higginbothama.
Choć jej płyty były atrakcyjne pod względem muzycznym i wykonawczym, nie sprzedawały się w dużych nakładach. Musiała utrzymywać się z koncertów lub dodatkowej pracy. Wynagrodzenia otrzymywane z wytwórni płytowej były minimalne. Zaliczka na konto jednej sesji nagraniowej wynosiła zaledwie 50 dolarów. Nigdy nie stała się sławna, ani popularna. Musiała dużo pracować, żeby zarobić na utrzymanie. W latach 70. często występowała w radiu, filmie i telewizji, oraz dawała liczne recitale. W 1980 wystąpiła z grupą wokalistek bluesowych na koncercie „Blues jest kobietą” na Newport Jazz Festival. Niemal do końca życia jeździła w długie i wyczerpujące trasy koncertowe.

## Wybrana dyskografia
- 1950
  - There Will Be Tears/Hold Me Tight (MGM) – 78 RPM
  - Ain’t You Kinda Lonesome/I’m a Fool About You (MGM) – 78 RPM
- 1953
  - Beulah Bryant and Her Thin Men – He’s Got Plenty on The Ball/I’m Just Like The Bear (MGM) – 78 RPM
  - Beulah Bryant And Her Thin Men – Fat Mama Blues/Bed Bug Blues (MGM) – 78 RPM
- 1955 What Am I Gonna Do?/Prize Fightin’ Papa (Excello) – singel 45 RPM
- 1963 Big Beulah Bryant with the Dynamics – At the New York Fair/A Little Love (Do-Kay-Lo Records) – singel 45 RPM

Zestawienie wg dat wydania płyt